# Jean Weber
Jean Weber, all'anagrafe Jean Édouard Constant Weber (Parigi, 25 gennaio 1906 – Neuilly-sur-Seine, 13 ottobre 1995), è stato un attore francese, attivo prevalentemente a teatro e al cinema.

## Biografia

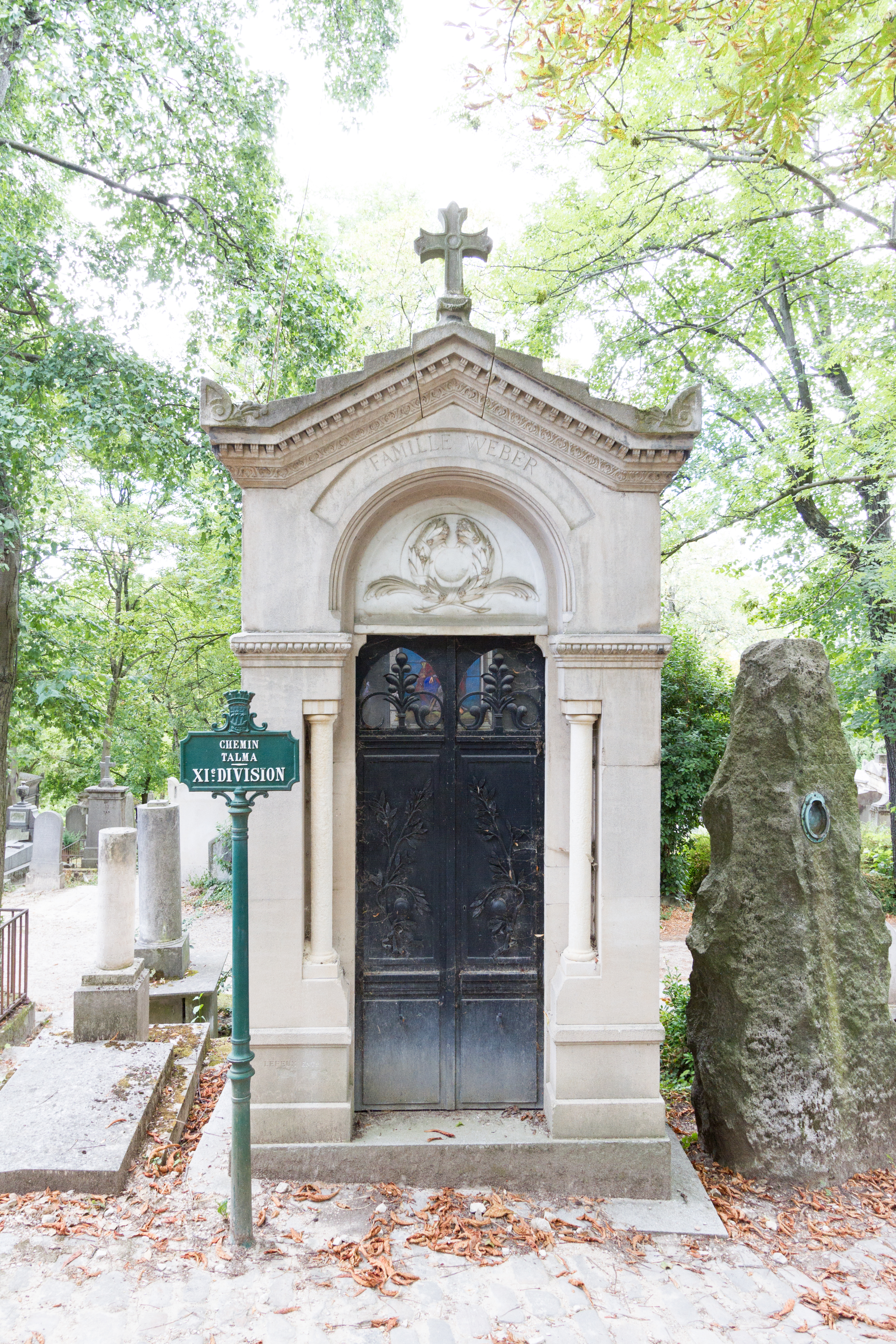
La sua tomba al cimitero parigino di Père-Lachaise

Fu prevalentemente un attore di teatro e recitò alla Comédie-Française dal 1925 al 1949. Contemporaneamente partecipò a una ventina di film fino al 1946. Dai primo anni 1950 la sua carriera si rarefece e si esibì solo poche volte fino al 1982 come artista indipendente.
È sepolto a Parigi, al Cimitero di Père-Lachaise, nell'undicesima divisione.

## Filmografia

### Regista
- Jean Weber als Zauberkünstler - cortometraggio (1943)

### Attore

#### Cinema
- Figaro, regia di Tony Lekain e Gaston Ravel (1929)
- La collana della regina (Le collier de la reine), regia di Tony Lekain e Gaston Ravel (1929)
- Le monsieur de minuit, regia di Harry Lachman (1931)
- L'Aiglon, regia di Viktor Turžanskij (1931)
- Cercasi amante (Un coup de téléphone), regia di Georges Lacombe (1932)
- Mon amant l'assassin, regia di Solange Térac (1932)
- Occupe-toi d'Amélie, regia di Marguerite Viel e Richard Weisbach (1932)
- Il a été perdu une mariée, regia di Léo Joannon (1932)
- Le coucher de la mariée, regia di Roger Lion (1933)
- La femme invisible, regia di Georges Lacombe (1933)
- Les suites d'un premier lit, regia di Pierre Chenal - cortometraggio (1934)
- Un soir à la Comédie-Française, regia di Léonce Perret - documentario (1935)
- La petite sauvage, regia di Jean de Limur (1936)
- Pluie d'or, regia di Willy Rozier (1936)
- La tour de Nesle, regia di Gaston Roudès (1937)
- Le Schpountz, regia di Marcel Pagnol (1938)
- Tricoche et Cacolet, regia di Pierre Colombier (1938)
- Trois Argentins à Montmartre, regia di André Hugon (1941)
- La maschera sul cuore (Le capitaine Fracasse), regia di Abel Gance (1943)
- Le brigand gentilhomme, regia di Émile Couzinet (1943)
- Jean Weber als Zauberkünstler, regia di Jean Weber - cortometraggio (1943)
- La Malibran, regia di Sacha Guitry (1944)
- Si Paris nous était conté, regia di Sacha Guitry (1956)
- Azione immediata (Action immédiate), regia di Maurice Labro (1957)
- Le vray mystère de la passion, regia di Louis Dalmas - documentario (1963)

#### Televisione
- Le coup de Cléopâtre, regia di Jean-Pierre Marchand - speciale TV (1962)
- Café du square - serie TV (1969)
- Emmenez-moi au théâtre - serie TV, 1 episodio (1984)